# Taksacja leśna
Taksacja leśna – zespół działań terenowych służących rozpoznaniu i ocenie stanu lasów. Obejmuje m.in. wydzielanie powierzchni leśnych, pomiary oraz sporządzanie dokumentacji opisowej. Jednym z głównych elementów jest inwentaryzacja drzewostanów, uwzględniająca takie cechy jak skład gatunkowy, struktura, wiek, zasobność oraz tempo przyrostu. Na bazie tych danych powstaje opis taksacyjny, będący podstawą planu urządzenia lasu i zawierający charakterystykę wszystkich gruntów administrowanych przez nadleśnictwo. Dokument ten dotyczy nie tylko istniejących lasów, ale również gruntów przewidzianych do zalesienia, terenów niezwiązanych z gospodarką leśną, działek wyłączonych z użytkowania oraz obszarów spornych. Zawiera m.in. dokładne informacje lokalizacyjne, dane o powierzchni i typie użytku, opis warunków siedliskowych (w tym budowy terenu, rodzaju gleby i potencjalnych zagrożeń), założenia gospodarcze dotyczące składu gatunkowego i wieku rębnego, a także szczegółową charakterystykę drzewostanu i przewidywane parametry rozwojowe dla przyszłych zalesień .